# Laurent Robert
Laurent Robert (* 21. Mai 1975 in Saint-Benoît auf Réunion) ist ein ehemaliger französischer Fußballspieler.

## Verein
Seine Karriere begann er der Mittelfeldakteur in seinem Heimatort St. Benoît bei der dort seit 1954 existierenden US Bénédictine. Von dort wechselte er in jungen Jahren in den Nachwuchsbereich von Stade Brest und von dort im Jahre 1991 zu HSC Montpellier. Bei HSC Montpellier war er zuerst in der B-Mannschaft, später auch im Profiteam, aktiv, ehe er 1999 nach Paris Saint-Germain wechselte. Insgesamt spielte er zwei Jahre bei den Parisern und war Stammspieler.
2001 wechselte er für 7,5 Millionen Pfund nach England zu Newcastle United. Während seiner Zeit dort wurde er für seine Fähigkeit Standardsituation perfekt zu meistern bekannt. Er schoss fast alle Freistöße und Ecken bei Newcastle. Insgesamt lief er in 129 Ligaspielen für die Magpies auf.
Nach vier Jahren wurde Robert 2005 an den FC Portsmouth ausgeliehen, ehe er 2006 zu Benfica Lissabon wechselte.
Dort unterschrieb er einen Vertrag über dreieinhalb Jahre, konnte aber seine Qualitäten als Flügelspieler nicht voll entfalten und wechselte deshalb nach ein paar Monaten am 11. Juli 2006 zu Levante UD, die damals gerade in die erste spanische Liga aufgestiegen waren. Er konnte sich aber spielerisch nicht durchsetzen und war in seiner ersten Saison nur Auswechselspieler. In der Saison 2007/2008 spielte er gar nicht für die Spanier.
Daher wechselte der Franzose im Januar 2008 abermals auf die britische Insel zu Derby County.
Nach vier Spielen für die Engländer wurde sein Vertrag am 2. April 2008 aufgelöst und er wechselte nach Kanada zum Toronto FC, die in der nordamerikanischen Profiliga Major League Soccer spielen.
Am 5. April gab er sein Debüt für den Verein gegen D.C. United. Am 19. April 2008 schoss er sein erstes und einziges Tor für den Verein gegen Real Salt Lake. Am 19. August 2008 wurde er von Toronto freigestellt.
Am 27. August 2008 gab der griechische Erstligist AE Larisa die Verpflichtung von Robert bekannt. Er wurde als Ersatz für Nektarios Alexandrou, der einige Tage zuvor den Verein verlassen hatte, geholt.
Im Dezember 2009 verließ Robert Griechenland und war seitdem vereinslos. Danach gab es Kontakte mit Newcastle United und Paris Saint-Germain, dennoch beendete er kurz darauf seine Karriere, nachdem er keinen neuen Arbeitgeber mehr fand.

## Nationalmannschaft
Sein Länderspieldebüt gab Robert am 18. August 1999 gegen Nordirland. Bis zu seinem letzten Einsatz 2001 stand er insgesamt neun Mal für sein Heimatland auf dem Feld und erzielte dabei ein Länderspieltor. Er war Teil der Mannschaft, die 2001 den Konföderationen-Pokal 2001 gewonnen hat. Des Weiteren war er von 1999 bis 2001 in fünf Länderspielen der französischen B-Nationalmannschaft im Einsatz, für die er ebenfalls einmal traf.